# Iben Akerlie
Iben Marie Akerlie (Oslo, 5 de marzo de 1988) es una actriz y autora de libros infantiles noruega de Oslo que ha participado en varias películas.
Debutó como autora en el otoño de 2016 con el libro infantil "Lars er LOL". En 2023 se estrenó la película "Lars er LOL", basada en el libro y con Akerlie como coguionista.
Akerlie ha actuado en el cortometraje "Bulle bare bor her", dirigido por Sirin Eide. En 2001 participó en la película "Glasskår", basada en la novela homónima de Harald Rosenløw Eeg, donde tuvo un pequeño papel como la niña Wendy. Interpretó el papel principal en la película "Victoria", una adaptación de la novela "Victoria" de Knut Hamsun. En 2017 participó en la película "Rett vest" y en 2019 en "De dødes tjern".
En 2016 tuvo el papel de la hija del primer ministro en la segunda temporada de la serie "Mammon" de NRK. Al año siguiente, participó en la serie de crimen "Hvor er Thea?" de TV 2. En 2023 apareció en la serie "Innebandykrigerne" de TV 2.
Akerlie también ha participado en varias temporadas del programa de concursos "Alle mot alle" en TVNorge, junto con su compañero habitual Alex Rosén.
Akerlie fue nominada al premio de libros infantiles ARK por "Sommeren alt skjedde" en 2022.